# Cupcake und Dino – Dienste aller Art
Cupcake & Dino: Dienste aller Art (englischer Originaltitel: Cupcake & Dino: General Services) ist eine brasilianische-kanadisch Zeichentrickserie, die seit 2018 produziert wird.

## Handlung
Dienstleistungen aller Art bieten der geschäftstüchtige violette Cupcake und sein ungleich größerer Bruder, ein fröhlicher gelber Dinosaurier, in dieser brasilianisch-kanadischen Animationsserie an. Mit dem Ehrgeiz, das beste Dienstleistungs-Duo der Welt zu werden, erheben die beiden den Service-Gedanken zur Lebensmaxime und verdienen damit nicht nur ihr Geld, sondern helfen auch Freunden und Fremden in ihrer außergewöhnlichen Stadt.

## Produktion und Veröffentlichung
Die Serie wird von Entertainment One produziert. Erstmals wurde die Serie am 27. Juli 2018 auf dem amerikanischen Fernsehsender Netflix ausgestrahlt. Die deutsche Erstausstrahlung erfolgte ebenfalls am 27. Juli 2018 auf Netflix.

## Episodenliste
Quelle: Germany dub Wiki

### Staffel 1
| Folge (gesamt) | Folge (Staffel) | deutscher Titel                                                             | deutsche Erstausstrahlung | Originaltitel                                            | Original-Erstausstrahlung |
| 1              | 01              | Mein Zuhause ist auch Robos Zuhause / Der Männer-Club der männlichen Männer | 27.07.2018                | The Manly Men’s Man Club / Mi Casa, Robo Casa            | 27.07.2018                |
| 2              | 02              | Cupcake-Tage / Mein Bruder, Mein Stirnband                                  | 27.07.2018                | Cupcake Days / My Brother, My Headband                   | 27.07.2018                |
| 3              | 03              | Mozoko / Wenn der Pizzadienst 6000-mal klingelt                             | 27.07.2018                | Mozoko / The Pizza Man Always Rings 6000 Times           | 27.07.2018                |
| 4              | 04              | Grundlagen der Goody-Familie / Die seltene Gans                             | 27.07.2018                | Goody Family 101 / The Manygoose                         | 27.07.2018                |
| 5              | 05              | Alle lieben Kattycorn / Kenne deinen Feind                                  | 27.07.2018                | Everybody Loves Kattycorn / Know Your Nemesis            | 27.07.2018                |
| 6              | 06              | Talentshow-Geschäft / Bücher-Eintreiber                                     | 27.07.2018                | Talent Show Biz / Retrieval Boys                         | 27.07.2018                |
| 7              | 07              | Cupcakes große Überraschung / Wachstumsschmerzen                            | 27.07.2018                | Cupcake’s Big Surprise / Growing Pains                   | 27.07.2018                |
| 8              | 08              | Inventur / Cupsy                                                            | 27.07.2018                | Inventory Day / Cupsy                                    | 27.07.2018                |
| 9              | 09              | Meine zwei Dinos / Glaubt den Zeitungsjungs                                 | 27.07.2018                | My 2 Dinos / Believe in the Paperboys                    | 27.07.2018                |
| 10             | 10              | Endlich im Radio! / Alle suchen Internet                                    | 27.07.2018                | My Life in Radio (Stinks!) / Internet vs. Everybody      | 27.07.2018                |
| 11             | 11              | Alle wollen Snazz / Lebe, Liebe, Limonade                                   | 27.07.2018                | All That Snazz / Live, Love, Lemonade                    | 27.07.2018                |
| 12             | 12              | Cupcake, Dino und der Schatz von Tikiluki / Wer ist der Chef?               | 27.07.2018                | Cupcake, Dino & the Treasure of Tikiluki / Hu’s the Boss | 27.07.2018                |
| 13             | 13              | Weihnachten fällt aus / Dino & die Polarstation                             | 27.07.2018                | Christmas is Cancelled / Ice Station Dino                | 27.07.2018                |

### Staffel 2
| Folge (gesamt) | Folge (Staffel) | deutscher Titel                                               | deutsche Erstausstrahlung | Originaltitel                                                 | Original-Erstausstrahlung |
| 14             | 01              | Cupcake & Dino wollen nach Hollywood / Duett beim Friseur     | 03.05.2019                | Cupcake & Dino Go Hollywood / Barbershop Duet                 | 03.05.2019                |
| 15             | 02              | Totenkopf-Insel / Wir sind der Haufen                         | 03.05.2019                | Skull Peninsula / We Are the Pile                             | 03.05.2019                |
| 16             | 03              | Die neue App / Wie man ein schauriges Gespenst wird           | 03.05.2019                | Snail Score / Be Your Best Boo                                | 03.05.2019                |
| 17             | 04              | Cupcake & Dino als Lehrer / Der Neue Kollege                  | 03.05.2019                | Kindergarten Cup / Uncle Chance: General Servicer             | 03.05.2019                |
| 18             | 05              | Ultimate Dino / Pyjama-Schwestern                             | 03.05.2019                | Ultimate Dino / Slumber Sisters                               | 03.05.2019                |
| 19             | 06              | Der Schönheitswettbewerb / Der Neue Anführer                  | 03.05.2019                | Little Mister Big City Pageant / Follow The Leader            | 03.05.2019                |
| 20             | 07              | Die Idole / Cupcake & Dino sind auf der Flucht                | 03.05.2019                | Gavin Moonboom & Princie Baba / Cupcake & Dino are on the Lam | 03.05.2019                |
| 21             | 08              | Dino kann nicht schlafen / Cupcake und Dino als Katzensitter  | 03.05.2019                | Rest Now, Dino / Cupcake & Dino are Catsitters!               | 03.05.2019                |
| 22             | 09              | Cupcake und Dino in der Hitparade / Bei der Geburt vertauscht | 03.05.2019                | Cupcake & Dino Top the Charts / Switched at Birth             | 03.05.2019                |
| 23             | 10              | Big City: Die Dokumentation / Die Verkuppler                  | 03.05.2019                | Big City: The Documentary / Best Friend Matchmakers           | 03.05.2019                |
| 24             | 11              | Catchen, Catchen, Catchen! / Immobilienmakler                 | 03.05.2019                | Wrestling Wrestling Wrestling! / Keepin’ It Real              | 03.05.2019                |
| 25             | 12              | Im Schwimmbad gibt es Regeln! / Die Nachtschicht              | 03.05.2019                | Old School Pool Rules / The Night Shift                       | 03.05.2019                |
| 26             | 13              | Wahrsager Dino / Die Reality-Show                             | 03.05.2019                | Fortune Teller Dino / Pal House                               | 03.05.2019                |